# Squatina legnota
Squatina legnota — акула з роду Акула-ангел родини Акулоангелові. Інша назва «індонезійська акула-янгол».

## Опис
Загальна довжина досягає 1,34 м. Голова велика. Морда затуплена, коротка з невеличкими вусиками. Очі маленькі, розташовані на значній відстань одне від одного. За очима присутні великі бризкальця у формі напівмісяця. Ніздрі великі. Носові клапани довгі, сягають рота. Рот зігнутий, міститься у передній частині морди. На обох щелепах розташовано по 9 робочих по кожній щелепі. Зуби маленькі, гострі, трикутної форми. У неї 5 пар зябрових щілин. Тулуб сплощений. Луска дрібна, конічна. Грудні плавці доволі широкі, утворюють кут у 120°, з округлими кінчиками. Має 2 невеличких спинних плавця однакового розміру, розташовані позаду черевних плавців. Черевні широкі, розташовані близько до грудних. У самців — товсті птеригоподії. Анальний плавець відсутній. Хвіст доволі довгий. Хвостовий плавець трикутний, нижня лопать довша за верхню.
Забарвлення спини сіро-коричневе. Біля очей та морди темніше за загальний фон. З боків у передній частині присутні сідлоподібні або округлі темні плями. Грудні плавці знизу мають чорну облямівку. Черево має білуватий колір.

## Спосіб життя
Тримається на континентальному схилі. Воліє піщаних та мулисто-піщаних ґрунтів, до яких заривається вдень чатуючи на здобич. Вночі підіймається вище до поверхні. Полює біля дна, є бентофагом. Живиться дрібною костистою рибою, ракоподібними, молюсками.
Це яйцеживородна акула.

## Розповсюдження
Мешкає біля узбережжя островів Ява, Балі, Ломбок (Індонезія).